# 幾千の迷宮で 幾千の謎を解いて
『幾千の迷宮で 幾千の謎を解いて』（いくせんのめいきゅうで いくせんのなぞをといて）は、BREAKERZの楽曲で、17枚目のシングル。2017年1月18日に発売された。発売元はZAIN RECORDS。

## 概要
前作「YAIBA」以来1年1ヶ月ぶりのリリースとなったこのシングルの表題曲は、15thシングル『WE GO』以来7曲目の『名探偵コナン』のテーマソングに起用された。
MVには超特急のタクヤが、コナンの姿に扮して出演している。

## 収録曲

### 初回限定盤A
1. 幾千の迷宮で 幾千の謎を解いて [3:52] 
  - 作詞：DAIGO / 作曲：AKIHIDE / 編曲：BREAKERZ
2. Everlasting Luv [2015.5.20 BREAKERZ FREE LIVE at 代々木公園野外ステージ]
3. Miss Mystery [2016.7.23 SPECIAL LIVE『BREAKERZ Ⅸ』at 豊洲PIT]
4. WE GO [2015.9.26 BREAKERZ LIVE TOUR 2015 Ø-ZERO- at TOKYO DOME CITY HALL]
5. 光 [2010.12.1 BREAKERZ LIVE TOUR 2010 BUNNY LOVE 〜野生に還れ〜 at 中野サンプラザホール]
6. 月夜の悪戯の魔法 [2012.4.8 SPRING PARTY 2012 DAIGO's Birthday ～変身!! 魅惑のウルトラD～ ＠TOKYO DOME CITY HALL]
7. オーバーライト [2016.7.23 SPECIAL LIVE『BREAKERZ Ⅸ』at 豊洲PIT]

特典DVD
「幾千の迷宮で 幾千の謎を解いて」Music Clip＋Music Clip Off Shot

### 初回限定盤B
1. 幾千の迷宮で 幾千の謎を解いて
2. Kamisori 〜Acoustic Version〜 [3:30]
  - 作詞・作曲：AKIHIDE / 編曲：BREAKERZ

### 通常盤
1. 幾千の迷宮で 幾千の謎を解いて
2. Kamisori 〜Acoustic Version〜
3. 幾千の迷宮で 幾千の謎を解いて -TV Size Edit- [2:00]

## タイアップ
幾千の迷宮で 幾千の謎を解いて
- 読売テレビ・日本テレビ系アニメ『名探偵コナン』オープニングテーマ